# Антилох

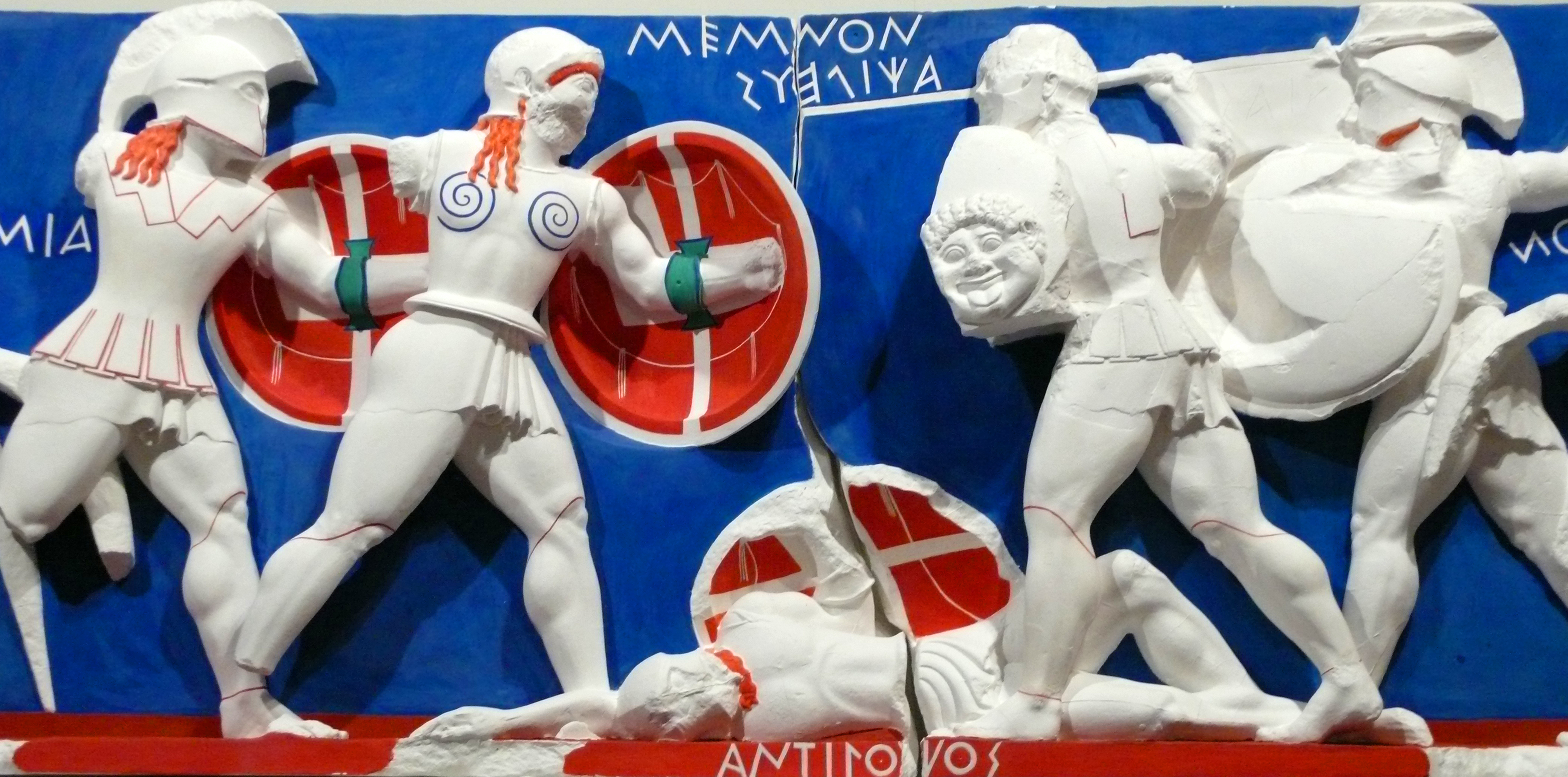

Антилох (др.-греч. Ἀντίλοχος) — в древнегреческой мифологии сын Нестора и Евридики (либо Нестора и Анаксибии). Был вскормлен звериным молоком. Жених Елены. По версии, привёл под Трою 20 кораблей. Отец Пэона.
Считался в войске греков под Троей одним из храбрейших воинов, хотя летами был моложе всех. По словам Гомера, он был искусен в бою и отличался в беге и потому после Патрокла был наиболее близким другом и любимцем Ахилла. В похоронных играх в честь Патрокла он получил в беге второй приз, который Ахилл с хвалой преподнёс ему. В «Илиаде» убил 8 троянцев, названных по имени. У Квинта Смирнского убил 1 воина. По другому подсчёту, всего убил 2 воина.
Погиб под Троей. Антилох был убит Мемноном в тот момент, когда спешил на помощь к своему отцу, теснимому Парисом. По Гигину же, это Антилох убил Мемнона, а сам принял смерть от Гектора. Пепел его был погребён на Сигейском холме рядом с гробницей Ахилла и Патрокла (Антилох считается образцом сыновней любви и преданности). По другому рассказу, его прах отец привез на родину.
Одиссей встретил его в Аиде. Изображен на картине Полигнота в Дельфах. Действующее лицо трагедий Эсхила «Мирмидоняне» (фр.138 Радт), «Мемнон».